# 도농상생연대
도농상생연대는 다양한 분야의 도농연계강화사업 실행을 통해 지역민과 도시민이 함께 잘 살아갈 수 있는 실질적인 방안을 도모할 목적으로 2008년 12월 29일 설립된 대한민국 농림수산식품부 소관의 사단법인이다. 사무실은 인천광역시 계양구 계산3동 1069-3, 계산빌딩 3층에 있다.

## 주요 사업
- 도·농간의 공동체적 발전을 위한 관련 분야별 교육 사업
- 도·농간 연계강화 프로글매 개발과 운영
- 도·농간 공동체적 발전을 위한 정보교류 세미나 및 토론회 개최
- 도·농간의 공동체적 발전을 위한 분야별/지역별 커뮤니티 구축
- 회원 상호간 협력사업 및 도농상생 발전을 위한 통합정보센터 운영